# 陳樹勳 (光緒進士)
陳樹勳，字孔言，號竹銘，廣西岑溪縣人。清朝政治人物、進士出身。
光緒二十九年（1903年），中式癸卯科二甲進士。同年闰五月，改翰林院庶吉士。散館授翰林院編修。後任雲南候補知府。